# 斑带鬘螺
斑带鬘螺（学名：Phalium bisulcatum bisulcatum），是异足目唐冠螺科鬘螺属的一种。主要分布于马来西亚、印度尼西亚、中国大陆、台湾，常栖息在潮下带。